# Чеботарёв, Адам Петрович
Адам Петрович Чеботарёв (1812—1881) — русский военный историк—мемуарист, генерал-лейтенант Русской императорской армии. Крупный специалист по истории казачества.

## Биография
Адам Чеботарёв родился в 1812 году в Новочеркасске; происходил из донских казаков. Получив образование сперва в Новочеркасской гимназии, а затем в пансионе при Харьковском университете, Чеботарев в 1829 году поступил в военную службу казаком.
Принимая участие в военных действиях против польских мятежников в 1831 году, Чеботарев, находившийся в полку Грекова, участвовал во многих сражениях и скоро был замечен начальством. 18 августа 1831 года за мужество и храбрость, выказанные при отбитии вылазки, произведенной отрядом польских войск из передовых Варшавских укреплений, он получил чин хорунжего. В этом чине Чеботарев был в командировке в штабе походного атамана действующей армии генерал-лейтенанта М. Г. Власова, где исполнял обязанности младшего адъютанта, а по окончании военных действий и с назначением Власова наказным атаманом Донского войска он был оставлен адъютантом при новом атамане.
А. П. Чеботарёв близко сошелся с Власовым и был принят в его семье, почти как родной сын; в частых беседах с опытным и знающим Дон атаманом он знакомился с нуждами и потребностями родного ему края. С назначением атаманом в 1848 году М. Г. Хомутова, Чеботарев переселился из Новочеркасска в Санкт-Петербург и в 1850 году, будучи в чине подполковника, назначен был членом общего присутствия бывшего департамента военных поселений по делам законодательным и хозяйственным от Донского иррегулярного войска.
В 1856 году Адам Петрович Чеботарёв был назначен вице-директором вышеупомянутого департамента, а с преобразованием этого департамента в Управление иррегулярных войск — помощником начальника этого управления, с производством в генерал-майоры РИА (1858). Находясь на службе в Управлении иррегулярных войск, Чеботарев проводил в казачью жизнь многие законы, требовавшие прогрессивных взглядов.
В 1865 году А. Чеботарёв был произведен в генерал-лейтенанты Русской императорской армии. В 1870 году был переведён на сверхштатную должность члена Главного военно-кодификационного комитета, состоял в этой должности до конца жизни. В 1873 году был награждён орденом Белого Орла.
Историк В. Л. Модзалевский написал о Чеботарёве следующий отзыв:
«Отличавшийся умом, гостеприимством, одаренный громадной памятью и остроумный рассказчик, Чеботарёв принадлежал к числу видных деятелей Донского Войска в царствования Императоров Николая І и Александра II, которым был лично известен как приверженец прежних казачьих порядков и энергический исполнитель предначертаний Военного министерства. Отлично зная местные порядки, нужды и потребности казачьего быта, он в течение двенадцатилетней службы своей в звании помощника начальника Главного Управления казачьих войск принес немало пользы Войску Донскому, будучи всегда сторонником особых привилегий казаков и их образа служения государству. Все важнейшие преобразования по Войску Донскому, до 1870 года включительно, как-то: устройство конского завода, частные конские табуны на задонской степи, развитие горного промысла, добывание каменного угля и Грушевская железная дорога, — состоялись при посредстве или участии Чеботарева, который умел для пользы Донского Войска иногда отказаться от присущих ему идей замкнутости этого Войска, мешавших промышленному развитию донского казачьего населения. В своем доме Чеботарев группировал многих выдающихся людей своего времени, каковы его приятели, казачьи генералы: Краснов и Бакланов, а также литераторы: Греч и Кукольник и композитор Глинка».
Чеботарёв был лично знаком с Пушкиным и Жуковским; о встрече с последним он говорит в своих «Воспоминаниях».
Адам Петрович Чеботарёв похоронен в Санкт-Петербурге на Новодевичьем кладбище рядом с женой Ларисой Васильевной (19.3.1819 — 25.8.1864).